# Valsa
Valsa Fr. – rodzaj grzybów z klasy Sordariomycetes. Grzyby mikroskopijne porażające drzewa.

## Systematyka i nazewnictwo
Pozycja w klasyfikacji według Index Fungorum: Valsaceae, Diaporthales, Diaporthomycetidae, Sordariomycetes, Pezizomycotina, Ascomycota, Fungi.
Gatunki występujące w Polsce:
- Valsa ceratophora(inne języki) Tul. & C. Tul. 1863
- Valsa germanica(inne języki) Nitschke 1870
- Valsa malicola Z. Urb. 1956
- Valsa pini(inne języki) (Alb. & Schwein.) Fr. 1849
- Valsa salicina(inne języki) (Pers.) Fr. 1849

Nazwy naukowe na podstawie Index Fungorum. Wykaz gatunków według M. Mułenki i innych. Uwzględniono tylko taksony zweryfikowane.